# Anime ferite
Anime ferite (Till the End of Time) è un film del 1946 diretto da Edward Dmytryk.
Il film affronta la tematica del reinserimento nella società dei reduci di guerra su un soggetto tratto dal romanzo They Dream of Home di Niven Busch.

## Trama
Terminata la seconda guerra mondiale Cliff e Bill, due marine con encomi al loro attivo, si congedano e si separano per tornare nelle rispettive case dopo oltre tre anni vissuti insieme. Cliff, che deve ancora compiere 23 anni, ritorna a Los Angeles dove i genitori lo accolgono con affetto. Di lui si innamora la giovanissima vicina, mentre ad attrarlo è Pat Ruscomb, giovane vedova di un pilota abbattuto in Francia nemmeno un anno prima.
Il reinserimento nella vita civile è duro per tutti, specie per chi ha riportato ferite e menomazioni. Bill, ad esempio, ha una piastra d'argento sul cranio e può ricevere per questo una pensione. Vorrebbe comprarsi un ranch nel suo Nuovo Messico ma non ha ancora i soldi necessari. Recatosi a Los Angeles dal suo vecchio amico, va con questi a trovare Perry, tornato dalla guerra senza gambe, sfiduciato e senza prospettive.
Cliff, che per andare in guerra aveva interrotto gli studi, trova un impiego come operaio nella ditta in cui lavora Pat, scoprendo che vi sono già tanti altri reduci. Ai genitori non piacciono i suoi nuovi amici e la sua scelta lavorativa ma Cliff va avanti per la sua strada.
Bill torna di nuovo a trovare Cliff trovandosi in difficoltà. I soldi messi da parte per il ranch se li è giocati tutti a Las Vegas dove, a seguito di una colluttazione, ha subito un colpo alla testa a causa del quale ora soffre terribilmente. Cliff vorrebbe portarlo subito in ospedale ma l'amico si rifiuta categoricamente accettando però di uscire insieme per andare a bere qualcosa in un locale.
Dal locale Cliff chiama Perry perché chieda aiuto ad un sergente veterano che possa prelevare Bill per portarlo in ospedale. Perry, vincendo le sue resistenze, decide di aiutare di persona l'amico. Indossate le odiate protesi si reca con le stampelle nel locale. Qui gli ex marine sono avvicinati da dei veterani che premono per farli iscrivere alla loro associazione. Capita l'ispirazione razzista della stessa, si innesca un diverbio che sfocia presto in rissa. Perry nonostante le stampelle fa valere il suo passato di pugile, mentre Bill, colpito violentemente alla testa, alla fine verrà portato in ospedale, così come auspicato da Cliff.
Questi, vicino all'amico che verrà operato, è raggiunto dai genitori, che ora ne condividono le scelte, e da Pat, con la quale aveva avuto dei dissidi, che lo abbraccia rassicurandolo sul futuro del loro rapporto.

## Produzione
Il futuro regista Blake Edwards appare nel ruolo di Hal.